# エドガル・アルバレス
エドガル・アントニー・アルバレス・レジェス（Édgar Anthony Álvarez Reyes, 1980年1月9日 - ）は、ホンジュラス・コルテス県出身の元同国代表サッカー選手。現役時代のポジションはミッドフィールダー。主に右サイドでプレーする。「世界最速のサッカー選手の1人」と称されている。

## 経歴
2001年にホンジュラス代表デビュー。2010 FIFAワールドカップでもグループステージ2試合に出場した。2013年までに通算54試合に出場、3得点をあげた。

## 代表歴

### 出場大会
- ホンジュラス代表
  - 2010 FIFAワールドカップ

### 試合数
- 国際Aマッチ 54試合 3得点（2001年-2013年）[2]

| ホンジュラス代表 | 国際Aマッチ | 国際Aマッチ |
| 年               | 出場        | 得点        |
| ---------------- | ----------- | ----------- |
| 2001             | 3           | 0           |
| 2002             | 4           | 0           |
| 2003             | 16          | 2           |
| 2004             | 9           | 1           |
| 2005             | 0           | 0           |
| 2006             | 0           | 0           |
| 2007             | 8           | 0           |
| 2008             | 1           | 0           |
| 2009             | 3           | 0           |
| 2010             | 6           | 0           |
| 2011             | 2           | 0           |
| 2012             | 0           | 0           |
| 2013             | 2           | 0           |
| 通算             | 54          | 3           |